# American Malacological Society
American Malacological Society (AMS) – amerykańskie stowarzyszenie malakologiczne.
Stowarzyszenie to zostało założone w 1931 roku pod nazwą American Malacological Union przez 191 naukowców, zbieraczy i innych osób zainteresowanych mięczakami, głównie dzięki wysiłkom Normana W. Lermonda. W 1964 liczyło już 838 członków. Do roku 1990 liczba członków utrzymywała się powyżej 700, później zaczęła jednak spadać i w 2010 wynosiła mniej więcej tyle, co w momencie założenia. Obecnie jego członkami są przede wszystkim profesjonalni malakolodzy.
W 1934 organizacja zaczęła wydawać rocznik Annual Reports of American Malacological Union, który w 1971 zmienił nazwę na Bulletin of the American Malacological Union, a od 1982 jest wydawany jako recenzowane czasopismo naukowe American Malacological Bulletin.